# Pedellhaus (Ingolstadt)

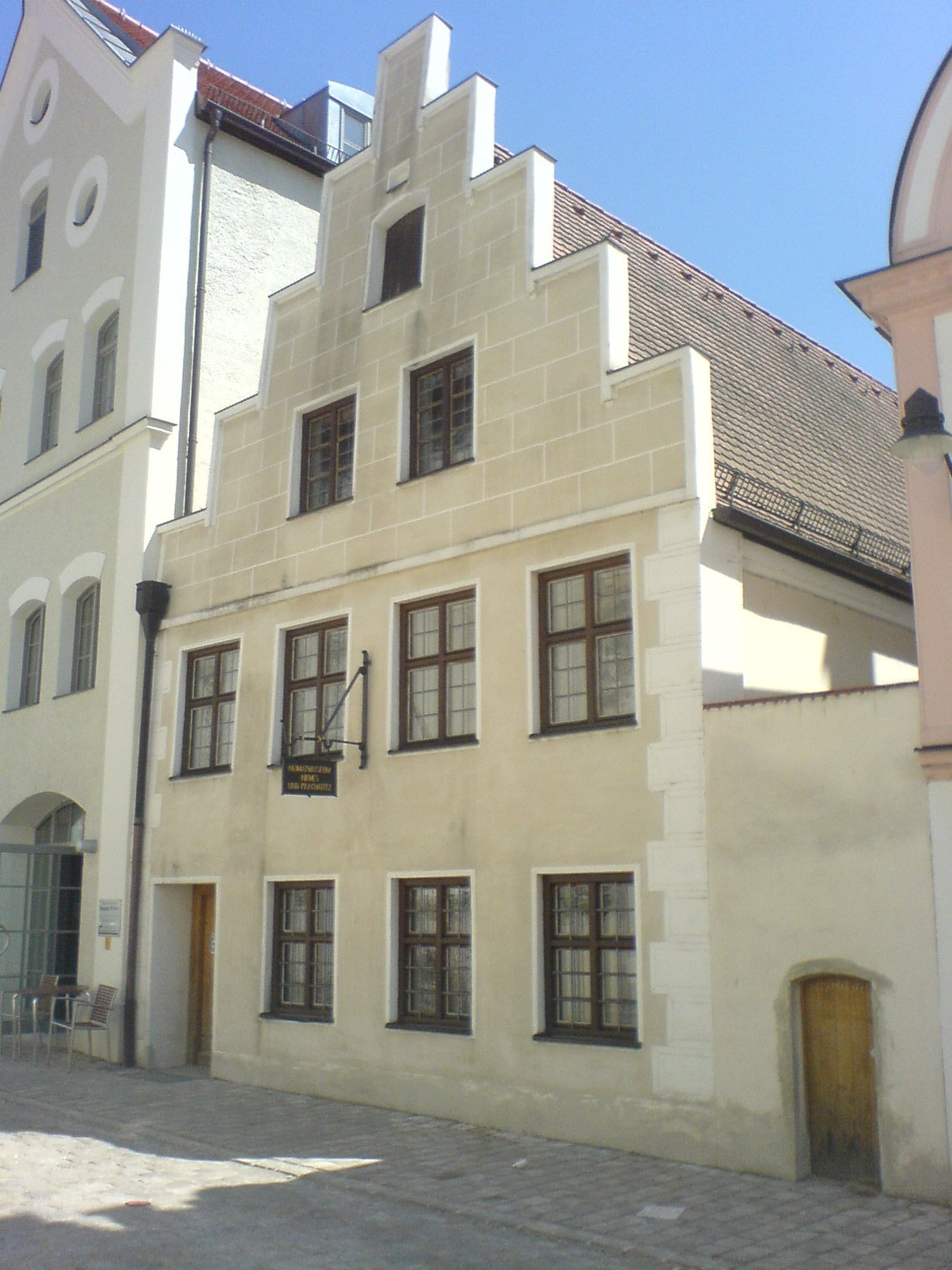
Das Pedellhaus

Das Pedellhaus ist ein im Kern mittelalterlicher Profanbau in Ingolstadt. Der zweigeschossige Putzbau hat einen Treppengiebel, der nach 1573 hinzugefügt wurde. Der Name geht auf die angebliche Nutzung des Gebäudes als Wohnhaus des Pedells, einer organisatorischen Hilfskraft der Universität Ingolstadt zurück. In den 1980er Jahren wurde das Pedellhaus saniert, wobei vor allem im Inneren des Gebäudes Erneuerungen vorgenommen wurden. Heute beherbergt das Pedellhaus das Heimatmuseum Niemes-Prachatitz, eine Heimatsammlung der Stadt Niemes in Nordböhmen und des im Böhmerwald gelegenen Landkreises Prachatitz, für welche die Stadt Ingolstadt nach dem Zweiten Weltkrieg die Patenschaft übernommen hat.